# Гессель, Иоганн
Иоганн Фридрих Христиан Гессель (Johann Friedrich Christian Hessel; 27 апреля 1796 — 3 июня 1872) — немецкий учёный, профессор минералогии в Марбургском университете

## Биография
Родился в Нюрнберге, в семье купца и владельца сургучной фабрики. C 1813 изучал медицину в Эрлангенском университете и Вюрцбургском университете и в 1817 получил степень Доктора медицинских наук. После этого был ассистентом профессора минералога Карла фон Леонгарда в Гейдельбергском университете. Занимался минералогией и кристаллографией, и в 1821 году получил степень доктора философии. В этом же году стал профессором минералогии, технологии и пробирного искусства в Марбургском университете (в 1825 году получил звание полного профессора) и занимал эту должность до самой смерти в 1872 году. Гессель также был членом городского совета Марбурга и 9 ноября 1840 года избран почётным гражданином Марбурга.

## Вклад в минералогию и кристаллографию
Вывод 32-х классов симметрии кристаллов.